# Vila dos Mistérios

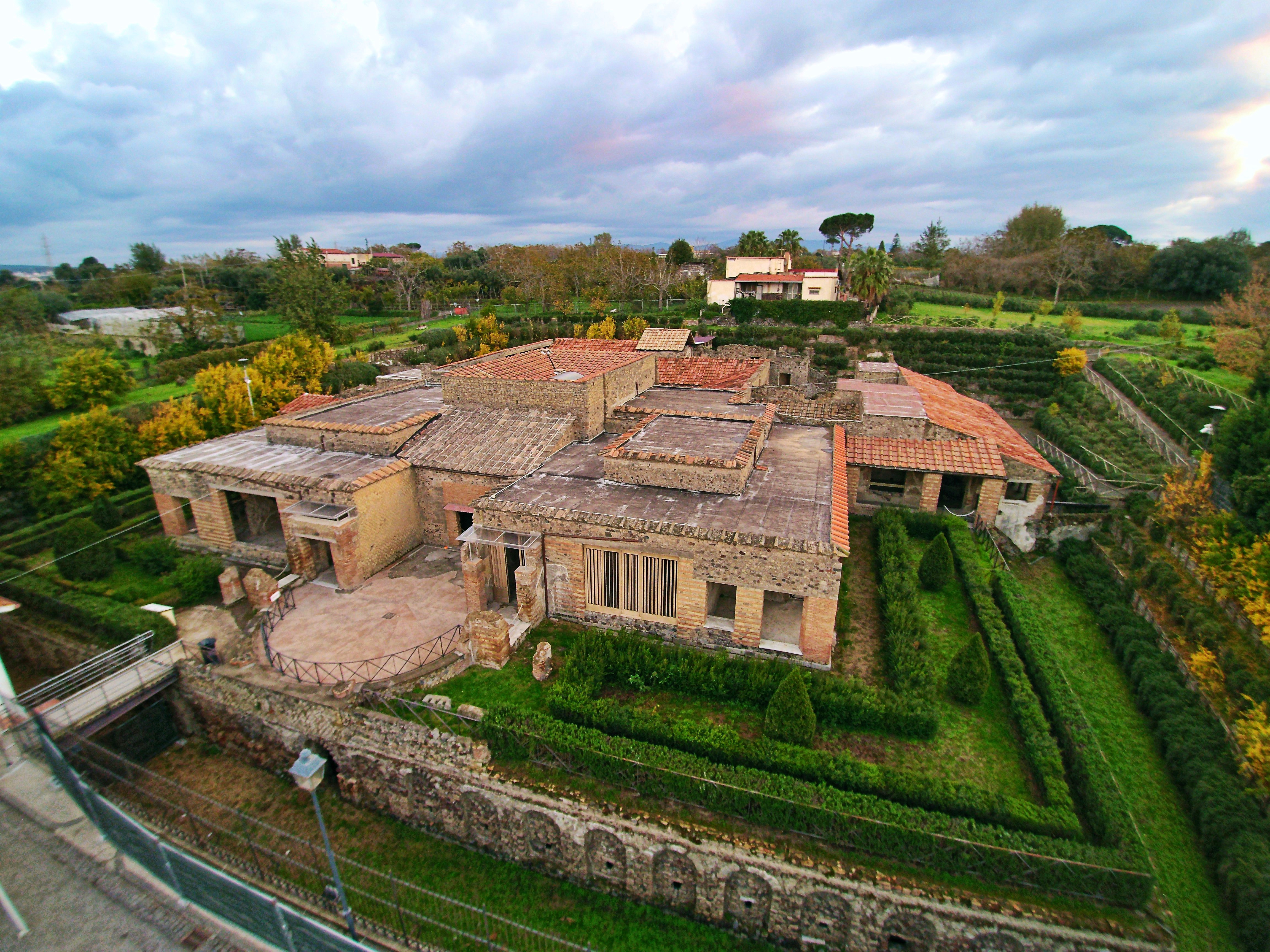
Vila dos Mistérios.

Vila dos Mistérios (em italiano:  Villa dei Misteri) é uma villa romana suburbana bem preservada nos arredores de Pompeia, sul da Itália, famosa pela série de afrescos em um dos quartos, que geralmente acredita-se que mostrem o início de um jovem mulher em um culto de mistério greco-romano. Estas são agora, provavelmente, as mais conhecidas sobreviventes da pintura da Roma Antiga. Como o resto da cidade romana de Pompeia, a vila foi enterrada na erupção do Monte Vesúvio em 79 e escavada a partir de 1909 (muito depois de grande parte da cidade principal). Atualmente, é uma parte popular das visitas turísticas a Pompeia e faz parte do Patrimônio Mundial da UNESCO.